# Точка на необратимост
Точка на необратимост, още точка от която няма връщане, е точката или момента, отвъд които човек трябва да продължи по текущия си курс на действие, защото връщането назад е по-лоша алтернатива: по-опасно и трудно, непосилно скъпо или физически невъзможно. Точката на необратимост създава условията за неизбежност, при които пред човек остава само един избор, посока на действие.

## Примери
Точката на необратимост може да бъде изчислена точка по време на продължително действие (като например в авиацията). Точката на безопасно връщане е последната точка от маршрута, в която е възможно безопасно да се върнете на летището за излитане с необходимите резерви от гориво, все още налични в резервоарите. Продължавайки след тази точка на необратимост, самолетът трябва или да кацне на предвидената дестинация, или да се отклони и да кацне на друго близко летище, ако възникне извънредна ситуация.
Определено необратимо действие (като предизвикване на експлозия или подписване на договор) може да бъде „точка на необратимост“.
Точката на необратимост в екологичен план е момента, в който неконтролируемо и необратимо се нанасят щети на природата – угрозата на собственото си самоунищожение, повишение на температурите, изчезване живота на рифовете и др. „Критична точка“ е „критичен праг, отвъд който дадена система се реорганизира, често внезапно и/или необратимо“, според определението на Междуправителствената експертна група на ООН за климатичните промени.

## Свързани изрази
Има редица фрази с подобно или свързано значение:
- „Отвъд определена точка няма връщане. Тази точка трябва да бъде достигната.“ – Това твърдение се появява в Betrachtungen über Sünde, Leid, Hoffnung und den wahren Weg („Размисли върху греха, страданието, надеждата и истинския път“) от Франц Кафка.
- „Преминаването на Рубикон“ е метафора за умишлено преминаване през точка, от която няма връщане. Фразата произхожда от завземането на властта от Юлий Цезар в Римската република през 49 г. пр.н.е. На римските генерали било строго забранено да въвеждат войските си в родната територия на републиката в Италия. На 10 януари Цезар превежда армията си през река Рубикон, преминавайки от провинция Цизалпийска Галия в Италия. След това, ако не триумфира, ще бъде екзекутиран. Ето защо терминът „Рубикон“ се използва като синоним на „точката от която няма връщане“.
- „Заровете са хвърлени“ („alea iacta est“), което според сведенията е казал Цезар при пресичането на Рубикон. Тази метафора идва от хазарта със зарове: след като зарът или заровете са хвърлени, всички залози са неотменими, дори преди заровете да са спрели.

- „Да изгориш мост“. Този израз произлиза от идеята за изгаряне на мост след преминаването му по време на военна кампания, без да остава друг избор освен да продължи похода. Образно означава да се обвържеш с определен курс на действие, като направиш алтернативен курс невъзможен. Най-често се използва във връзка с умишлено отчуждаване на лица или институции, чието сътрудничество е необходимо за някакво действие. Например, „В последния ми ден на старата ми работа казах на шефа си какво наистина мисля за компанията. Предполагам, че изгорих мостовете си.“
- „Да изгориш корабите“ Това е вариант на „изгаряне на нечии мостове“ и намеква за известни инциденти, при които командир, попаднал във враждебна страна, нарежда на хората си да унищожат корабите си, така че да трябва да завладеят страната или да бъдат убити.
  - През 711 г., когато мюсюлманските сили нахлуват на Иберийския полуостров. Командирът Тарик бин Зияд заповядва корабите му да бъдат изгорени.
  - През 1519 г., по време на испанското завладяване на Мексико. Ернан Кортес, испанският командир, потопява корабите си, така че хората му трябва да победят или да умрат.
  - Подобен инцидент се случва, след като бунтовниците от Баунти достигнаха остров Питкерн.
  - Друг инцидент е записан в историята на Бирма. В битката при Naungyo по време на войната Toungoo-Hanthawaddy през 1538 г., армиите на Toungoo, водени от генерал Kyawhtin Nawrahta (по-късно Bayinnaung), се изправят срещу превъзхождащата ги сила на Кралство Hanthawaddy от другата страна на река. След като пресича реката по понтонен мост (салове в друга версия), Байнаунг нарежда мостът да бъде разрушен. Това действие е предприето, за да стимулира войските му да напредват в битка и да даде ясен сигнал, че няма да има отстъпление.[4]
  - Две подобни хитрости са използвани по време на конфликта между Чу и Хан (206 – 202 г. пр.н.е.); те са довели до следните китайски идиоми:
    - „Счупете чайниците и потопете лодките (破釜沉舟)“. Това е древна китайска поговорка, която се отнася до заповедта на Xiang Yu в битката при Джулу (207 г. пр.н.е.); като пресича река и унищожава всички средства за повторното ѝ пресичане, той ангажира армията си в битка докрай с Цин и в крайна сметка постига победа.
    - „Водене на битка с гръб към река“ (背水一戰). Подобна поговорка от същия период, произлязла от заповедта на Хан Син в битката при Дзинсин (204 г. пр.н.е.).
- „Свършено дело“ (Fait accompli, от френския глагол faire – „да направя“) – термин, обозначаващ необратимо дело, свършена сделка.
- „Не можеш да върнеш звъна на камбаната“ – северноамериканска английска фраза, която обозначава необратимо дело.
- Във физиологията, точката на необратимост може да се отнася до момента, когато мъжът е достатъчно сексуално възбуден, след който неизбежно ще настъпи еякулация. Разпознаването и поддържането на възбуда, приближаваща точката на необратимост, улеснява повишената физическа издръжливост и може да насърчи блаженото състояние.
- „Линия в пясъка“ – израз, който означава, че веднъж взето решение не е възможно да бъде отменено.
  - Червена линия (фраза) – израз, означаващ, че ако се предприеме определено крайно действие, ще има последствия.
- „Стрелата е изстреляна от лъка“ (на турски: ok yaydan çıktı) – израз, означаващ път, от който няма връщане.